# Abraham Atencio
Abraham Atencio Castillo (nacido el 16 de febrero de 1977) es un lanzador de béisbol que ha jugado para la selección nacional de béisbol de Panamá. 

## Carrera
Jugó profesionalmente en los azucareros de Liga Profesional de Béisbol de Panamá y en la Liga de Béisbol de Panamá con Veraguas, Su hijo Abraham Atencio Jr. Fue su compañero de equipo en su última campaña.

## Selección nacional
En la Copa Mundial de Béisbol de 2005, Atencio tuvo efectividad de 2.20 en 121⁄3 entradas de trabajo. Jugó en los Juegos Centroamericanos y del Caribe 2006, permitiendo una carrera limpia en 62⁄3 entradas de trabajo. En el clasificatorio COPABE 2006 para los Juegos Olímpicos de 2008, permitió 14 corredores en cinco entradas de trabajo. Permitió dos carreras en seis entradas en su única aparición en la Copa Mundial de Béisbol de 2007. Obtuvo la victoria en ese juego. Estuvo en el roster de Panamá para el Clásico Mundial de Béisbol de 2009, pero no lanzó en ningún juego. Ayudó a Panamá a ganar el oro en los Juegos Centroamericanos de 2010. En la Copa Mundial de Béisbol de 2011, tuvo marca de 0-1 con efectividad de 2.70. Contra Australia cargó con la derrota, relevando a Gustavo González en el séptimo de un juego programado de 7 entradas (acortado por el clima) con un déficit de 3-2. Lanzó una séptima blanqueada y Panamá empató en la parte baja de la entrada para forzar una octava entrada. Gracias a la Regla de Entradas Extra de la IBAF, comenzó con dos hombres a bordo. Sacó un out y permitió uno, luego Gustavo Gómez tomó el control y le permitió el hit perdedor a Stefan Welch, dándole la decisión a Atencio. El zurdo permitió cuatro hits, una base por bolas y una carrera sucia en 1 2/3 IP en los Juegos Panamericanos de 2011, ponchando a tres en dos salidas. Se retiró del béisbol panameño a finales de 2015 con 70 victorias, 5° de todos los tiempos.